# آندرباکلی است
آندرباکلی است (به لاتین: Andrebakely Est) یک منطقهٔ مسکونی در ماداگاسکار است که در آمپارافاراوولا واقع شده‌است. آندرباکلی است ۱۲٬۰۰۰ نفر جمعیت دارد.